# 鶴崎俊篤
鶴崎 俊篤（つるさき としあつ、1912年 - 1944年7月26日）は、日本の元アマチュア野球選手。佐賀県出身。

## 来歴・人物
佐賀中学（現・佐賀県立佐賀西高等学校）在学中は、甲子園に2回（夏2回〈1928年、1929年〉）出場した。
1932年早稲田大学に入学、東京六大学リーグ戦でも外野手として出場した。しかし早大卒業後応召され、1944年7月26日、朝鮮・釜山の傷痍軍人療養所て戦病死した。享年32。
東京ドーム内の野球殿堂博物館にある戦没野球人モニュメントに、同郷で、高校・大学の後輩である酒井治彦と共に、彼の名前が刻まれている。